# Gerónimo Venegas
Gerónimo «Momo» Venegas (Necochea, Buenos Aires, Argentina; 22 de agosto de 1941-Necochea, 26 de junio de 2017) fue un sindicalista y militante peronista. Fue secretario del interior de la CGT (Confederación General del Trabajo) de Hugo Moyano, como secretario general de la UATRE (Unión Argentina de Trabajadores Rurales y Estibadores), como presidente de OSPRERA (Obra Social del Personal Rural y Estibadores de la República Argentina) y como titular de las 62 Organizaciones Gremiales Peronistas y presidente del Grupo Mundial de Trabajadores Agrícolas de la UITA. Militaba en el Partido FE, una organización política argentina.

## Biografía
No terminó la escuela primaria, y tuvo varios empleos. En 1992 fue nombrado secretario general de la UATRE.
En 1995, Carlos Menem firmó un decreto que transformó el Instituto de Servicios Sociales para las Actividades Rurales y Afines en la actual Obra Social de Personal Rural y Estibadores de la República Argentina (Osprera). Venegas fue nombrado presidente un año después. Durante sus últimos años se desempeñó como titular de la Unión Argentina de Trabajadores Rurales y Estibadores (UATRE).

## Actividad política
Durante el conflicto con el campo, ordenó que las 62 Organizaciones no participaran en los actos oficialistas convocados por la CGT y apoyó el reclamo de los productores rurales.
En 2013 fue uno de los fundadores del Partido FE. En 2014 inicialmente se alió al entonces Gobernador de Córdoba, José Manuel de la Sota, con vistas a competir como precandidato presidencial de cara al 2015 por el partido Demócrata Cristiano argentino a nivel nacional, pero luego de que la Democracia Cristiana sellara su alianza con el Frente Renovador, Venegas rompió con De la Sota y se integró la coalición Cambiemos que ganó las elecciones de 2015 en el orden nacional, en la provincia de Buenos Aires y otros distritos.

## Causas judiciales
En 2011 fue implicado por la Justicia en el manejo irregular de medicamentos acusado de "asociación ilícita y comercialización de medicamentos peligrosos para la salud pública". y procesado por el juez federal Norberto Oyarbide.
En diciembre de 2011 la obra social del sindicato había sido allanada, en el marco de la causa por el tráfico de medicamentos adulterados, por la que ya está detenido Juan José Zanola, jefe de La Bancaria. El juez federal Norberto Oyarbide ordenó la detención del exgerenciador del PAMI, Rubén Romano, quien permanece prófugo.
El fiscal del Fuero Penal del Departamento Judicial La Plata, lo imputó por "amenazas calificadas",por un hecho ocurrido en agosto del 2012, por denuncia de las autoridades de la Asociación Argentina de Trabajadores Horticultores y Floricultores.

## Actividad internacional
En 1993 fue secretario general de la UATRE (Unión Argentina de Trabajadores Rurales y Estibadores)
La UITA es una federación internacional de organizaciones sindicales de los sectores de procesamiento de alimentos, manufactura de bebidas, procesamiento de tabaco, sectores agrícolas y de plantaciones y en las industrias hotelera, de restaurantes y proveedores, comercios y servicios.
En 2011 en Ghana (África), fue elegido presidente del Grupo Profesional Técnico de Agricultura de la UITA, cargo que ejerció a nivel mundial representando a los trabajadores rurales.

## Renatre
Como secretario general del gremio rural, durante siete años en el Congreso, impulsó la ley 25.191, sancionada en noviembre de 1999, por la cual se creó el RENATRE (Registro Nacional de Trabajadores Rurales y Empleadores), y la Libreta del Trabajador Rural. Los fondos que se recaudaban del sector agropecuario, eran administrados por los propios actores del campo y volvían al mismo en beneficios. Conformaban su Directorio, la UATRE (en representación de los trabajadores), la Sociedad Rural Argentina, las Confederaciones Rurales Argentinas, la Federación Agraria Argentina. 
En 2014 tras inspección que realizó la SIGEN al Renatre puso de relieve varias irregularidades en el organismo, entre ellos gastos muy abultados en publicidad, capacitaciones que no se realizaban y falta de controles en el movimiento de los fondos. Falta de controles internos sobre su millonaria caja, tercerizaciones de las contrataciones y ausencias de todo tipo en el seguimiento de las deudas y acreencias forman parte del decálogo de irregularidades presentes en el primer informe sobre el estado contable y patrimonial del extinto RENATRE.Según diferentes medios, desde el Renatre, Venegas mantuvo una relación de connivencia con los empresarios, y se mostró indiferente a los posibles casos de trata laboral extendidos en muchas explotaciones agropecuarias. Para fiscalizar, tercerizaba el trabajo a una sociedad anónima (Gregard SA). durante la conducción de Venegas en el Renatea se habían subdelegado la registración, los subsistemas de seguridad social, la capacitación y otras instancias de control en cinco sociedades anónimas, otra de las prácticas de Venegas era inflar el padrón de trabajadores con libreta agraria que, en la práctica, no tenían trabajo o lo hacían en la total informalidad. Del total de trabajadores que tenía el Renatre, solo un 42 por ciento estaba registrado en la AFIP.Un informe de la Sindicatura General de la Nación revela que entre 2010 y 2011 Vengas destinó 30 millones de pesos del ex Registro Nacional de Trabajadores Rurales a empresas cercanas que no ofrecían las contraprestaciones adecuadas. El actual candidato a diputado nacional por la provincia de Buenos Aires, Gerónimo Venegas, montó desde el ex Registro Nacional de Trabajadores Rurales y Empleadores (Renatre) un esquema de contrataciones para beneficiar a empresas vinculadas a su entorno y a los dirigentes de Uatre, el gremio que conduce. En sus últimos dos años de gestión, 2010 y 2011, destinó más de 30 millones de pesos.Según otra denuncia Venegas montó a través del gremio de los peones rurales Uatre y el ex registro que estaba bajo su conducción, el Renatre, una maquinaria aceitada para inflar la cantidad de peones rurales para recaudar fondos y luego  distribuirlos  entre directores gremiales de la entidad, a veces bajo la apariencia de cursos de capacitación fantasma que implicaban una fuerte erogación de recursos.
En la causa “Registro Nacional de Trabajadores Rurales y Empleadores c/Poder Ejecutivo Nacional y otro s/ acción de amparo” la Corte Suprema, con el voto de los jueces Lorenzetti, Fayt y Maqueda, dejó sin efecto un fallo de la cámara laboral porteña que convalidaba la ley que le quitó a los trabajadores y empleadores rurales la administración directa del seguro por desempleo correspondiente a esa actividad.[cita requerida]
Al respecto, la Corte recordó que el principio de progresividad o no regresión, que veda al legislador la posibilidad de adoptar medidas injustificadamente regresivas, no solo es un principio arquitectónico del Derecho Internacional de los Derechos Humanos sino también una regla que emerge del mismo art. 14 bis de la Constitución Nacional , pues durante los debates de la Convención Constituyente que incorporó dicho artículo se dijo que “un gobierno que quisiera sustraerse al programa de reformas sociales iría contra la Constitución, que es garantía no solamente de que no se volverá atrás, sino que se irá adelante”
En 2017 su hija María Eva Venegas acusó a supuestos testaferros de su padre y dirigentes de UATRE, de quedarse con bienes que debían ser repartidos entre todos sus hijos, desembocaron en una denuncia penal para investigar la sucesión de Venegas y la sospecha de asociación ilícita y lavado de activos.La hija de Venegas apuntó contra el Marcos García uno de los candidatos de Cambiemos en La Costa y afirmó que el concejal era uno de los testaferros del histórico líder de UATRE. “Tenía dinero de mi padre y como sabe que yo estoy reclamando, se la está gastando toda rápido, en autos y en la campaña”.

## Críticas
Algunos medios destacaron el rol de Gerónimo Venegas, en ese entonces titular de UATRE, como cómplice de su explotación, desaparición y posterior impunidad en el caso de la desaparición de Daniel Solano en 2011.

## Fallecimiento
Gerónimo Venegas falleció en la noche del 26 de junio de 2017 en su casa de Necochea víctima de cáncer de páncreas, enfermedad contra la cual luchaba desde hace un año.